# Богданов-Бельский, Николай Петрович
Никола́й Петро́вич Богда́нов-Бе́льский (8 [20] декабря 1868, Бельский уезд, Смоленская губерния — 19 февраля 1945, Берлин) — русский живописец, сторонник «демократического реализма», крупная фигура среди петербургских художников времён контрреформ и Серебряного века, педагог; мастер жанровой картины на крестьянскую тематику, также работал как портретист. Академик (с 1903) и действительный член (с 1914) Императорской Академии художеств, член Товарищества передвижников (с 1895), один из членов-учредителей (с 1909) и председатель (в 1913—1918) Общества имени Куинджи.

## Биография
Родился 8 (20) декабря 1868 года в деревне Шитики Бельского уезда Смоленской губернии (ныне не существует, находилась на территории современного Нелидовского района Тверской области). Был внебрачным сыном батрачки. Фамилию Богданов получил от крестившего его священника («Богом данный»). Бельским стал позднее, присоединив к фамилии название уезда, в котором находилась родная деревня. Учился в церковно-приходской школе, затем в школе Сергея Рачинского в селе Татеве.
В 1882 году Рачинский отдал Богданова-Бельского в иконописную мастерскую Троице-Сергиевой лавры. С 1884 года учился в Московское училище живописи, ваяния и зодчества; состоял студентом Владимира Маковского, Василия Поленова и Иллариона Прянишникова. За работу «Будущий инок» (1889) Богданову-Бельскому вручили большую серебряную медаль и присвоили звание классного художника. В 1891 году картина «Будущий инок» была куплена Козьмой Солдатёнковым, затем её перекупила, при участии Рачинского и обер-прокурора Синода Константина Победоносцева, императрица Мария Фёдоровна.
В 1894—1895 годах Богданов-Бельский учился живописи в Высшем художественном училище при Академии художеств у Ильи Репина, потом уехал в Париж, где посещал студии Филиппо Коларосси, Фернана Кормона. Работал в Мюнхене и в Италии.
В 1905 году ему было присвоено звание академика, а в 1914-м стал действительным членом Академии художеств.
Регулярно приезжал в село Островно на берегу озера Удомля, где жил и работал в имении местного помещика Ушакова.
Был членом нескольких видных обществ художников, в том числе передвижников (с 1895 года) и общества имени Куинджи (был одним из основателей и председателем с 1913 по 1918 год).
По его инициативе и при поддержке Репина по всей Европе (Берлин, Стокгольм, Копенгаген, Осло, Амстердам, Прага, Гаага, Белград, Хельсинки, Гамбург) прошли выставки русской живописи, на которых представили свои картины И. Я. Билибин, К. А. Коровин, Ф. А. Малявин и другие известные в то время художники.
В 1920 году уехал в Петроград. С 1921 года жил в Латвии.
В Риге 25 октября 1930 года стал почётным членом (почётным филистром) студенческой корпорации Fraternitas Arctica. Был награждён орденом Трёх Звёзд.
Богданов-Бельский писал в основном жанровые картины, особенно образование крестьянских детей, портреты, импрессионистские этюды пейзажей.
В годы Второй мировой войны остался в Латвии сперва после её присоединения к СССР, а затем — после гитлеровских вторжения и оккупации. Продолжал писать портреты.
В 1944 году, якобы по состоянию здоровья, был перевезён в Берлин; там он и умер 19 февраля 1945 года, во время бомбардировки немецкой столицы англо-американской авиацией. Похоронен на православном кладбище Тегель (центральная часть); могила внесена в «Перечень находящихся за рубежом мест погребения, имеющих для Российской Федерации историко-мемориальное значение».
23 июня 2000 года в селе Татеве Оленинского района был открыт музей художника.

## Работы находятся в собраниях
- Третьяковская галерея, Москва
- Русский музей, Санкт-Петербург
- Таганрогский художественный музей, Таганрог
- Пражская национальная галерея, Прага
- Латвийский Национальный художественный музей, Рига
- Государственный художественный музей, Ханты-Мансийск
- Восточно-Казахстанский областной музей изобразительных искусств имени семьи Невзоровых
- Сумской художественный музей имени Никанора Онацкого
- Музей русского импрессионизма

## Галерея

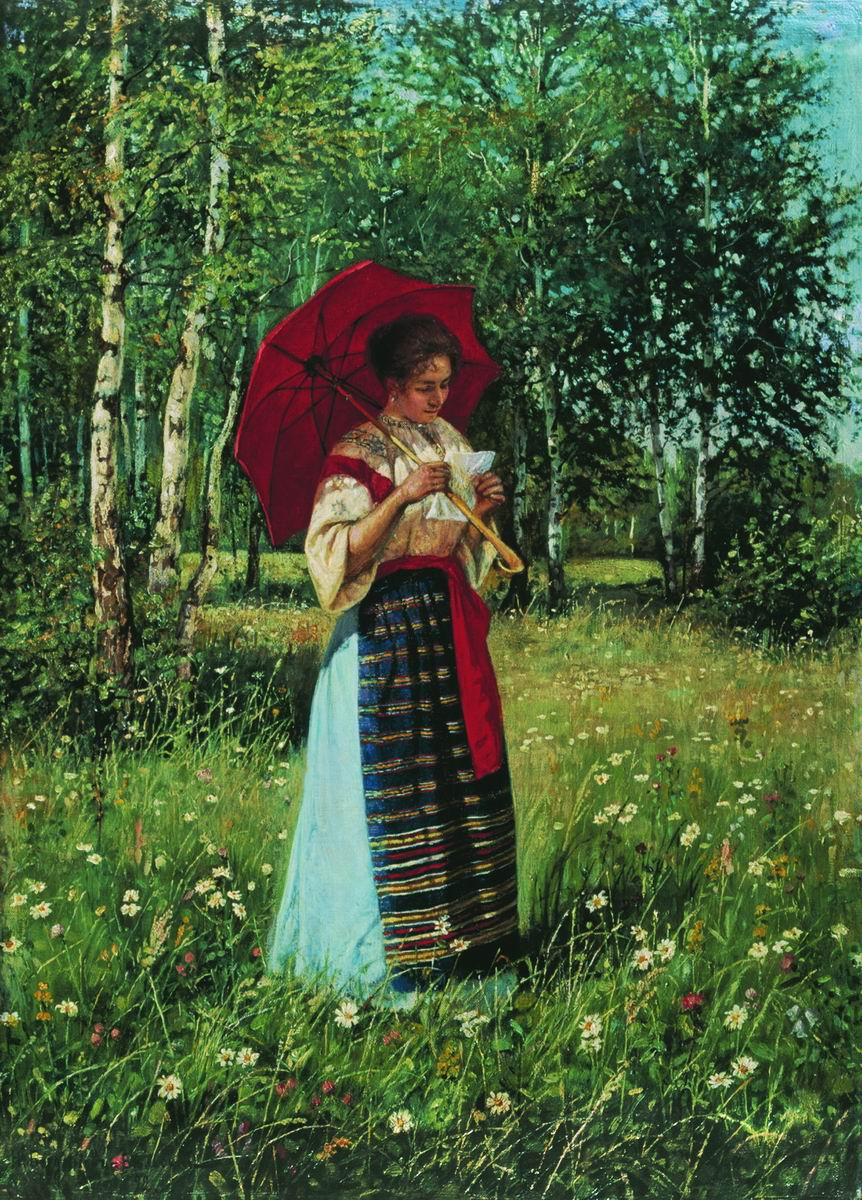
«За чтением письма», 1892. Сумской художественный музей, Украина
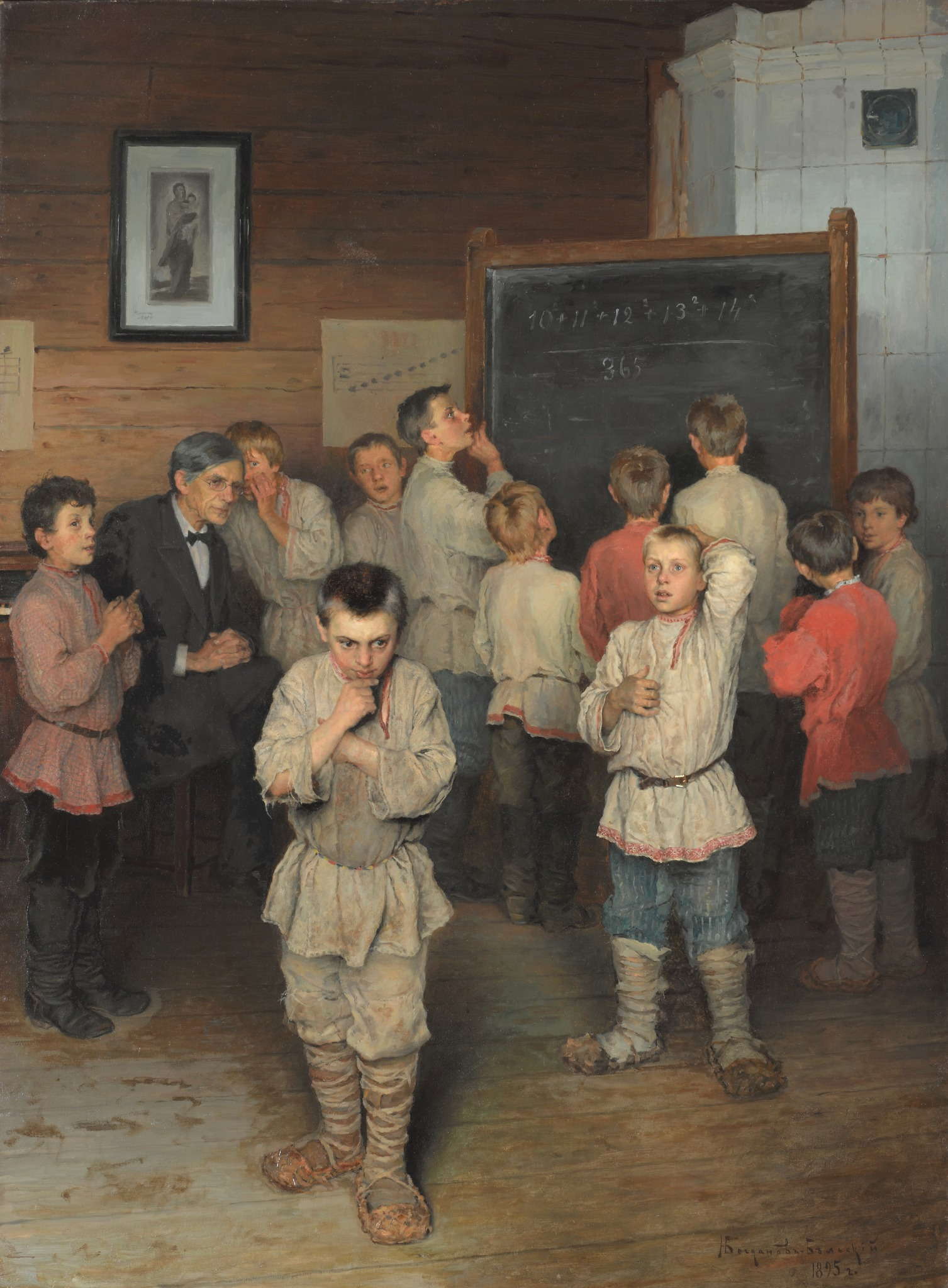
«Устный счёт. В народной школе С. А. Рачинского», 1895. Третьяковская галерея, Москва
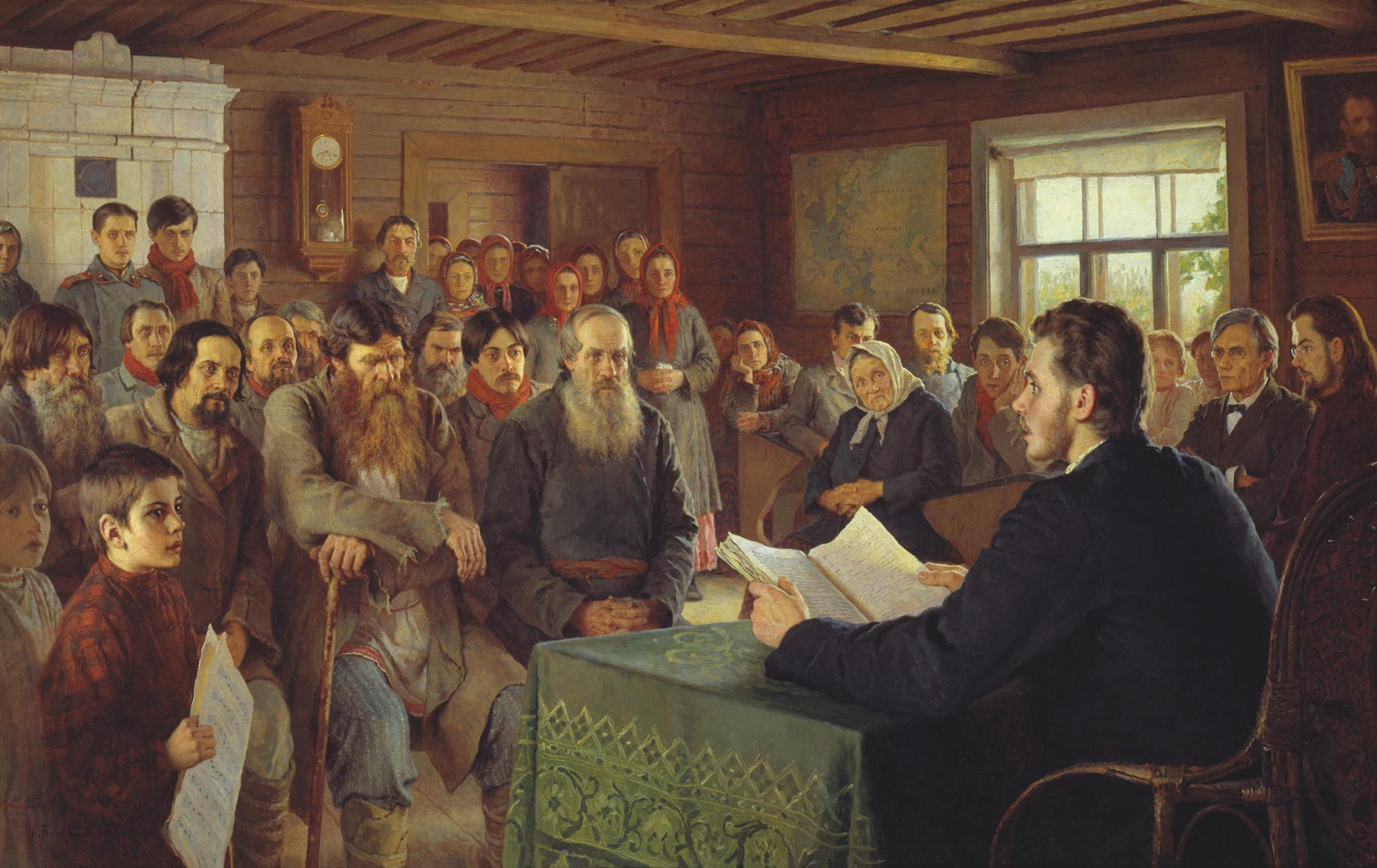
«Воскресное чтение в сельской школе», 1895. Русский музей, Санкт-Петербург
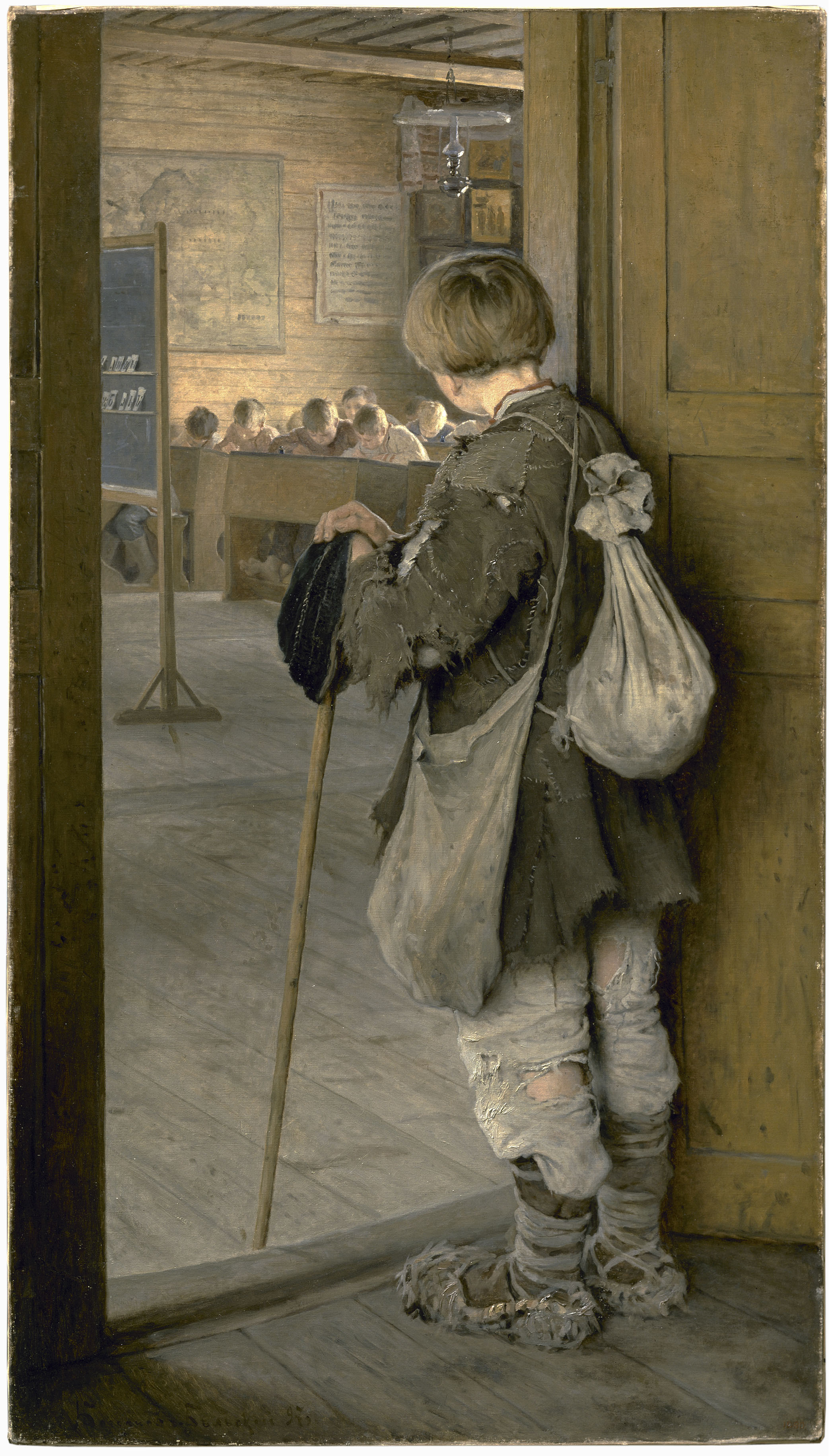
«У дверей школы», 1897. Русский музей, Санкт-Петербург
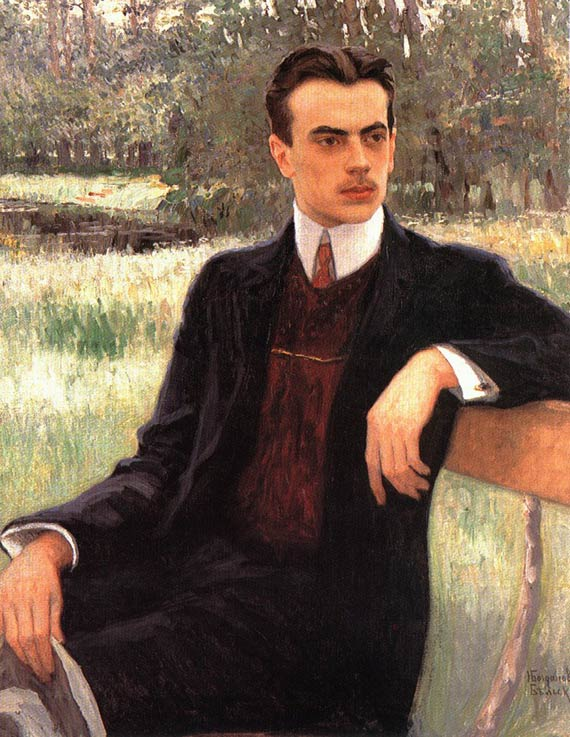
Портрет Н. Ф. Юсупова, ок. 1900. ГМИИ им. А. С. Пушкина, Москва

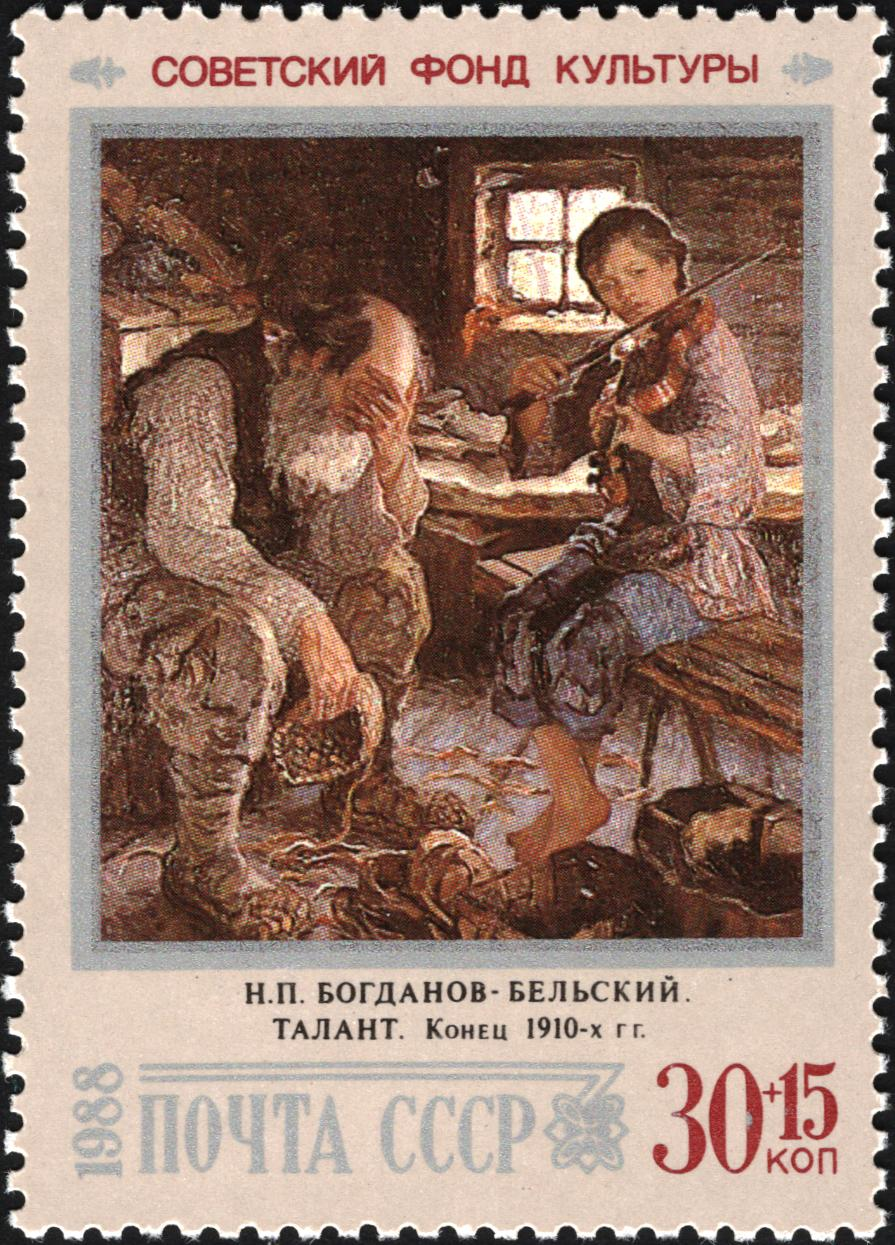
«Талант»

## В филателии
Картина Богданова-Бельского «Талант» репродуцирована на почтовой марке СССР 1988 года.